# Тот жёлтый ублюдок
«Тот жёлтый ублюдок» (англ. That Yellow Bastard) — ограниченная серия комиксов издательства Dark Horse Comics. Четвёртый сюжет в серии «Город грехов».

## Сюжет
Старый коп Джон Хартиган в свой последний рабочий день перед пенсией спасает одиннадцатилетнюю девочку Нэнси Кэллахан от серийного убийцы-педофила, который оказывается сыном сенатора Рорка — фактически, владельца Города грехов. Но спустя восемь лет Хартиган снова должен спасти Нэнси.

## Награды
- Премия Айснера в категории «Лучший графический альбом-перепечатка» за 1998 год[1].

## Экранизация
Сюжет комикса стал основой для одной из трёх новелл фильма «Город грехов». Брюс Уиллис сыграл детектива Джона Хартигана, Джессика Альба исполнила роль Нэнси, Ник Стал — Рорка-младшего.